# Sunburst
Sunburst er et lak-finish brugt af mange guitarproducenter.
Karakteristika ved sunburst er en lys flade midt på guitaren der bliver mørkere mod kanterne. Man kan ofte se træets årer i den lyseste del.

## Typer
Der findes flere former for sunbursts bl.a.:
- Tobacco sunburst: Gylden gul i midten og helt sort ved kanten.
- Cherry sunburst: Gylden gul i midten og kirsebærrød ved kanten.
- Tre-farvet sunburst: Gylden gul i midten bliver til mørk rød, inden farven bliver sort ved kanten